# Vester Tørslev
Vester Tørslev ist ein kleines Dorf im mittleren Jütland gleich weit entfernt, aber südlich von Hobro und Mariager in Dänemark. Seine archäologische Bedeutung erhält es durch den Torslestein, einen Schalenstein und einen bronzezeitlichen Begräbnisplatz. Der Runenstein von Vester Tørslev stammt aus der Wikingerzeit und steht im Karnhaus der Kirche.

## Der Tørslev Stein
Der Tørslevsten (auch Lynghøj genannt) ist ein Dolmenrest, dessen etwa 3,0 m langer Deckstein mit über 150 bis zu 5 cm tiefen Schälchen übersät ist. Er liegt südwestlich des Dorfes Vester Tørslev, nahe der Kuppe eines 46 m hohen Hügels. Der auf der Oberseite und der östlichen Seite mit Schälchen bedeckte Deckstein eines Dolmens aus der Jungsteinzeit wurde einst von einem Hügel bedeckt, dessen Reste noch erkennbar sind. In jedem Fall muss der Deckstein jedoch während der Bronzezeit, als die Schälchen eingepickt wurden, frei gelegen haben. Die meisten sind rund, viele sind oval und manche sind in parallelen Reihen arrangiert. Der Stein ruht auf drei großen Tragsteinen, deren Oberteile sichtbar sind. Der Stein auf der Südwestseite der kleinen, erdgefüllten Kammer ist niedriger und daher nicht sichtbar.

## Das Gräberfeld
Der Tørslev Stein hat um 500 v. Chr. wahrscheinlich auch eine Rolle im Zusammenhang mit dem Gräberfeld der späten Bronze- und frühen Eisenzeit gespielt, der vom Randers Museum, etwas südöstlich des Steins, ausgegraben wurde. Ein Grab bestand aus einer runden Steinpackung von neun Metern Durchmesser, unter der vier Brandgräber und ein Baumsarg gefunden wurden. Die spärlichen Beigaben bestanden aus Keramikscherben und den Resten einer Bronzenadel oder eines -ringes. Vor Errichten des Grabes waren Rituale ausgeführt worden. Der Bereich war gepflügt worden, Topfscherben waren verstreut worden und ein Feuer hatte gebrannt.